# Engine
Engine és el 14è àlbum del grup de música heavy metal Loudness, publicat el 1998 per la discogràfica Ranch Life Records.

## Cançons
1. Soul Tone - 2:43
2. Bug Killer - 5:04
3. Black Biohazand - 3:55
4. Twist Of Chain - 3:40
5. Bad Date-Nothin I Can Do - 2:58
6. Apocalypse - 4:11
7. Ace In The Hole - 4:09
8. Sweet Dreams - 4:37
9. Asylum - 6:27
10. Burning Eye Balls - 4:58
11. Junk His Head - 5:51
12. 2008 (Candra 月天) - 2:47
13. Coming Home - 6:07

## Formació
- Masaki Yamada: Veus
- Akira Takasaki: Guitarra
- Naoto Shibata: Baix
- Hirotsugu Homma: Bateria